# Dol Guldur
Dol Guldur è una fortezza di Arda, l'universo immaginario fantasy creato dallo scrittore inglese J. R. R. Tolkien.
Chiamata anche Colle di Stregoneria (Hill of Sorcery in lingua originale), era una fortezza di Sauron nel Bosco Atro meridionale. Viene menzionata per la prima volta (come "fortezza del Negromante") ne Lo Hobbit.

## Etimologia
Secondo i Racconti incompiuti, Dol Guldur era originariamente conosciuta nel linguaggio Sindarin come Amon Lanc ("Colle Nudo", da amon "colle" e lanc "nudo"). Il nome "Dol Guldur" deriva dalle parole "dol" e "Guldur". La parola "dol" significa "testa" in lingua Lórindol ed è spesso applicato a colline e montagne. La parola "Guldur", a sua volta, deriva dalle parole gûl che significa stregoneria, e dûr che significa "oscuro".

## Storia
Sauron, facendosi conoscere come il Negromante, si insediò a Dol Guldur dopo il suo ritorno alla Terra di Mezzo, intorno all'anno 1000 della Terza Era, anche se la sua identità non era nota. Dol Guldur era originariamente chiamato Amon Lanc (Colle Calvo), venne fondato all'inizio della Seconda Era e divenne la capitale degli Elfi Silvani di Oropher, che partirono verso i Monti Neri (più tardi Monti del Bosco Atro) intorno alla metà della Seconda Era. Dopo che Sauron assunse il controllo di Amon Lanc, Thranduil, figlio di Oropher, guidò la sua gente attraverso il Fiume Selva, dove rimasero.
Il Bianco Consiglio credeva che il potere fosse detenuto da uno dei Nazgûl, ma Gandalf pensava che il male stanziato a Dol Guldur potesse essere quello di Sauron. Quando Gandalf vi si recò, nel 2063, Sauron, non ancora potente, fuggì verso est per poi fare ritorno nel 2460, tre anni prima del ritrovamento dell'Unico Anello da parte di Sméagol lo hobbit.
Nel 2845 Thráin II, Re del Popolo di Durin in esilio e custode dell'ultimo dei Sette Anelli dei Nani, fu imprigionato nei sotterranei di Dol Guldur. Nel 2850 Gandalf entrò di nuovo a Dol Guldur, trovando Thráin morente, e fu incaricato di consegnare la mappa e la chiave a Thorin Scudodiquercia, anche se Thráin non poté dirgli il suo nome o quello di suo figlio prima di morire. Gandalf si accertò che Sauron era il signore di Dol Guldur al tempo.
Gandalf ritornò al Bianco Consiglio facendo pressioni per attaccare il luogo, ma gli fu impedito da Saruman, che ora voleva per sé l'Unico Anello, e credeva che si sarebbe rivelato da solo, se il suo padrone fosse stato lasciato in pace per un po', e inoltre stava facendo ricerche per conto suo nei pressi dell'Anduin. Nel 2941, infine, Saruman acconsentì all'attacco, perché aveva scoperto che i servitori di Sauron stavano cercando nel fiume Anduin e che quindi Sauron era al corrente della fine di Isildur, e voleva impedirgli di cercare nel fiume. L'attacco avvenne nello stesso tempo della Cerca di Erebor. Questo fu accuratamente pianificato da Gandalf, così che Sauron e Smaug non poterono aiutarsi a vicenda, come altrimenti avrebbero di sicuro fatto. Sauron fuggì a Mordor, avendo oltretutto elaborato i propri piani. Dol Guldur venne rioccupata da tre Nazgûl. Khamûl, uno dei tre, ricevette l'ordine di sorvegliare la fortezza.
Durante la Guerra dell'Anello, le forze di Dol Guldur attaccarono tre volte Lórien, causando gravi danni ai boschi periferici, ma vennero respinti indietro ogni volta dal potere di Nenya, che solo Sauron stesso poteva contrastare. Dol Guldur venne finalmente distrutta e sanata dagli Elfi di Lórien, guidati da Celeborn, dopo la sconfitta di Sauron. Rinominata di nuovo in Amon Lanc divenne la capitale del Regno di Celeborn nel Boscoverde meridionale, per un breve periodo.

## Adattamenti
Dol Guldur è uno dei luoghi di maggior importanza nella trilogia cinematografica de Lo Hobbit diretta da Peter Jackson, sebbene nel romanzo non compaia mai: questo adattamento, infatti, non racconta semplicemente la storia narrata nel libro, ma lo arricchisce con avvenimenti menzionati nelle appendici de Il Signore degli Anelli e nei Racconti incompiuti, avvenimenti collegati alla vicenda principale del libro. 
Nel primo film, Radagast vi si reca, turbato dalle condizioni di decadenza di Bosco Atro, scoprendo che in tale fortezza dimora un Negromante, colpevole della "malattia" caduta sulla foresta, e avverte Gandalf di questo pericolo. Con lui, vi fa ritorno nel secondo film, dove Gandalf vi ritrova l'imprigionato Thráin II e constata l'esistenza di legioni di orchi pronte alla guerra reclutate dal Negromante (che scopre essere Sauron), venendo sconfitto e imprigionato da quest'ultimo. Nel terzo film, il Bianco Consiglio (Galadriel, Elrond e Saruman) interviene nella fortezza, riuscendo a soccorrere Gandalf (che fugge portato via da Radagast) e a scacciarne Sauron e i Nazgûl.